# Celestinus V

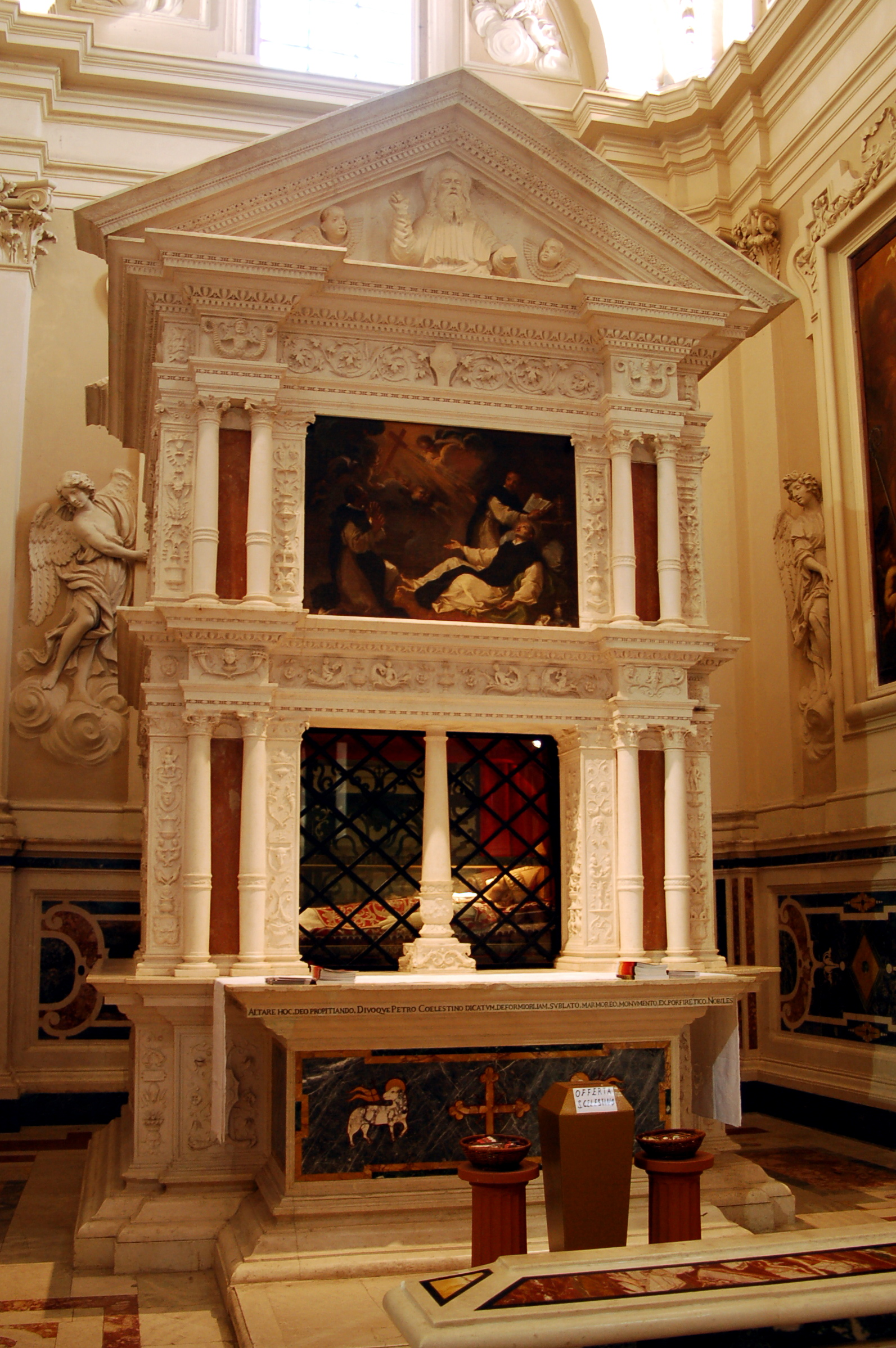
Celestinus grav.

Celestinus V, född Pietro Angelerio cirka 1215 enligt en traditionell uppfattning i Sant'Angelo Limosano, död 19 maj 1296 i slottet Fumone i Ferentino, var påve från den 5 juli tills han abdikerade den 13 december 1294. Helgon (1313), festdag 19 maj.

## Biografi
Pietro Angelerio var son till enkla föräldrar vid namn Angelo Angelerio och Maria Leone. Hans födelsedatum och födelseort är på senare tid omtvistade. Enligt den traditionella uppfattningen föddes han 1215 i Sant'Angelo Limosano i provinsen Molise, men nyare forskning anger i stället år 1209 och städerna Isernia eller Sant'Angelo in Grotte.
Celestinus var en ivrig asket inom benediktinorden, där han inträdde vid sjutton års ålder, och prästvigdes i Rom. Som munk sökte han sig ofta till Monte Morone i Abruzzo, varifrån han fått tillnamnet di Morrone, som han kanske är mer känd under än sitt riktiga släktnamn.
Fastän han tillhörde benediktinorden, stod han nära den strängaste riktningen bland franciskanerna (spiritualerna), och den där närda joachimitiska apokalyptiken. Han blev trots sin önskan om avskildhet berömd för sin stränga askes, och fick flera lärjungar under sin livstid. 36 nya benediktinkloster hade vid hans död grundats med honom som förebild, vilka kallas celestiner, liksom även de fraciskaniska spiritualerna gjorde till Celestinus ära, vilka levde som eremiter och vilka senare upplöstes (Pauperes eremitæ Domini Celestine).
Denna apokalyptiska stämnings väldiga uppsving vid slutet av 1200-talet lyfte den enkle mannen upp på påvestolen efter en spektakulär händelse. Han befann sig på Monte Morone när ett antal dignitärer, munkar och lekmän plötsligt störde hans avskildhet, förklarade att han hade utnämnts till påve av ett enigt kardinalkollegium, och bad honom acceptera sin utnämning. Påvestolen hade då stått tom i två år och tre månader, men konklaven hade splittrats under påverkan av striderna mellan ghibellinerna och guelferna samt mellan Orsini och Colonna. Hundratusentals personer hade hört nyheten om hans utnämning innan han själv nåddes av budet, och Pietro Angelerio kunde därför inte fly undan som han först tänkte göra.
När Karl av Neapel fick höra att Pietro Angelerio blivit påve, sände han sin son Karl Martel, titulärkung av Ungern, att utföra kröningen i Perugia. Av olika skäl, och till kardinalernas stora missbelåtenhet, beslutades i stället att kröningen skulle äga rum i Aquila, vilket den gjorde. Det var dock nödvändigt att upprepa kröningen; detta är det enda fallet någonsin av dubbel kröning av en påve.
Celestinus V, vilket var det namn han antog som påve, följde kungens alla råd, vilket visade sig vara en missbedömning. Han utnämnde 12 nya kardinaler den 18 september, varigenom han ökade andelen fransmän och neapolitanare,, vilket lade grunden för den stora schismen och det som kallats påvarnas babyloniska fångenskap. Ett par veckor senare förnyade han Gregorius X:s konklavordning, till kardinalernas stora förtret. Han iakttog inte formalia, inte när han upphöjde biskopsstolen av Benevento till kardinalvärdighet, inte när han gav alla vad de begärde av förmåner, och kurian hamnade i extrem oordining.
Vid adventstid begav sig Celestinus till en cell, och var rädd att den tid de statliga affärerna tog från hans asketiska utövning skulle vara en fara för hans själ. När han först lade fram sin önskan om att abdikera, ställdes frågan om påvens överhöghet på sin spets: ingen har mandat över påven och ingen kan därför varken acceptera eller avslå en begäran om abdikation. Det delikata kanoniska problemet löstes av kardinal Gaetani i dennes Liber Sextus, som hävdade common sense och kyrkans rätt till självbevarelse. Kardinal Gaetani blev senare Celestinus efterträdare som påve med namnet Bonifatius VIII. Jämte Benedictus XVI är han hittills den ende påve som abdikerat.
Ryktet om Celestinus abdikation väckte häftiga och sorgsna reaktioner, men den 13 december var formalian med denna löst, och Celestinus blev återigen eremit. Sedan Bonifatius blivit påve gav han order att Celestinus skulle arresteras. Han försökte fly till Grekland, men infångades vid foten av Mont Gargano. Celestinus fördes till slottet Fumone där han hölls fängslad i nio månader, innan han avled i fångenskap,  vilken han tillbringat med fasta och bön.
Celestinus helgonförklarades av Clemens V år 1313, och hans kvarlevor fördes då till benediktinernas kyrka i Aquila, där de fortfarande vördas.